# Deuxième circonscription de Tehulderie
La deuxième circonscription de Tehulderie est une des 135 circonscriptions législatives de l'État fédéré Amhara, elle se situe dans la Zone Sud Wollo. Sa représentante actuelle est Werqnesh Tadesse Endale.